# Biserica „Înălțarea Domnului” din Ciutești
Biserica „Înălțarea Domnului” este o biserică amplasată în Ciutești, raionul Nisporeni, Republica Moldova. Este un monument arhitectural de importanță națională inclus în Registrul monumentelor Republicii Moldova ocrotite de stat cu nr. 861 (raionul Nisporeni). Datează din 1936.